# Jack London (atleet)

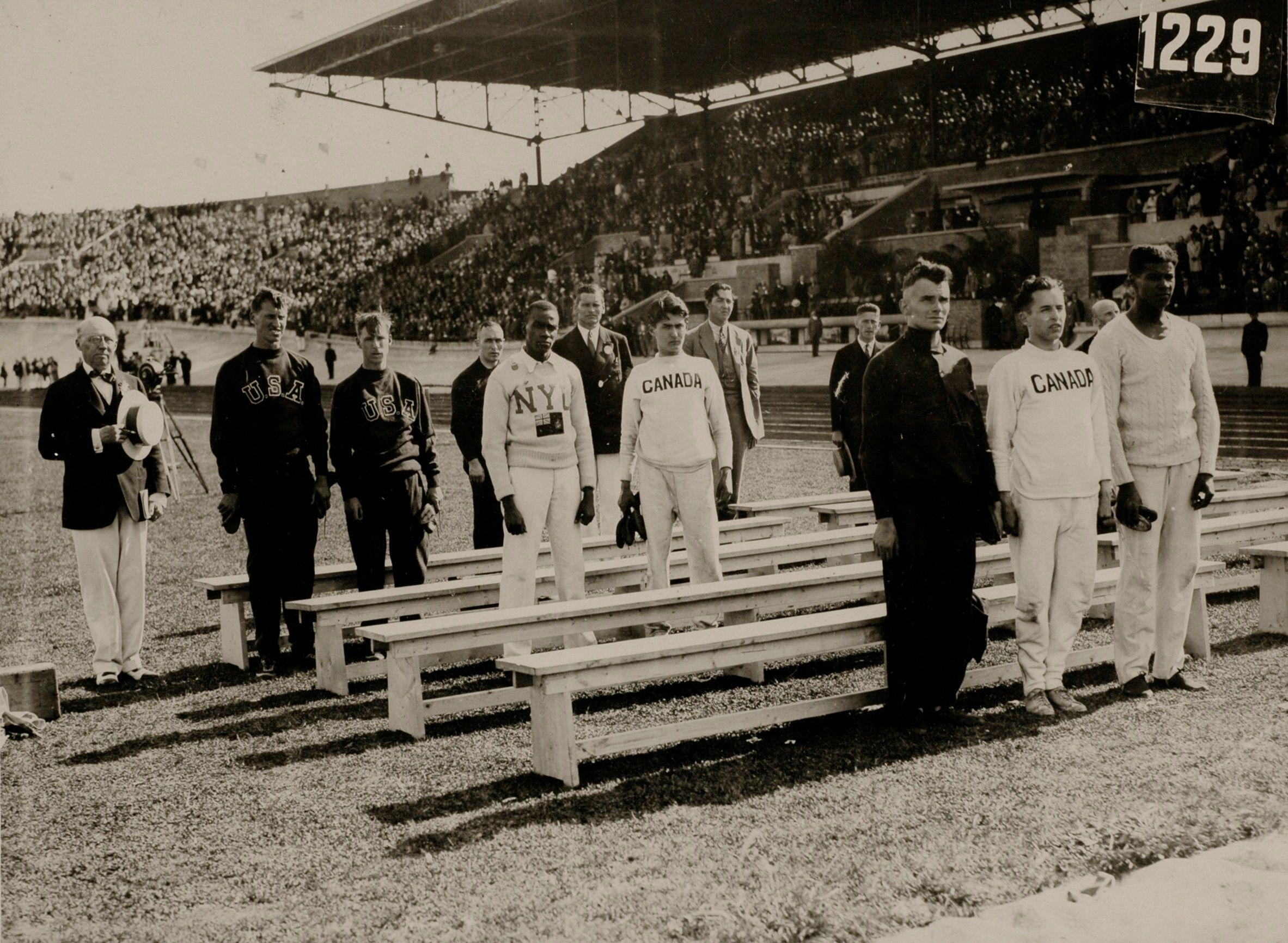
London (geheel rechts, wint zilver) bij de medailleceremonie van de Olympische Spelen (1928)

John Edward (Jack) London (onbekend, 13 januari 1905 - Greater Londen, 2 mei 1966) was een Britse sprinter, die zich specialiseerde in de 100 m.

## Loopbaan
London werd geboren in Brits-Guiana, destijds een kolonie van het Verenigd Koninkrijk.
Op de Olympische Zomerspelen van 1928 van Amsterdam nam hij deel aan de 100 m en 4 x 100 m estafette. Op het eerste onderdeel won hij een zilveren medaille. Met een tijd van 10,9 s eindigde hij achter de Canadees Percy Williams (goud; 10,8) en voor de Duitser Georg Lammers (brons; 10,9). Op de 4 x 100 m estafette maakte hij deel uit van het Brits/Noord-Ierse estafetteteam, dat verder bestond uit Cyril Gill, Teddy Smouha en Walter Rangeley; het viertal won de bronzen medaille. Met een tijd van 41,8 eindigden ze achter de estafetteploegen uit de Verenigde Staten (goud; 41,0) en Duitsland (zilver; 41,2).

## Titels
- AAA kampioen 100 yd - 1929

## Persoonlijke records
- 100 yd - 9,9 (1926/28)
- 100 m – 10,6 (1928)
- 200 m - 22,2 (1928)
- hoogspringen - 1,88 (1927).

## Palmares

### 100 m
- 1928:  OS - 10,9 s

### 4 x 100 m
- 1928:  OS - 41,8 s